# Zin Maculae
Zin Maculae est un ensemble de taches sombres auréolées de blanc situé sur le satellite Triton de la planète Neptune par 24,5° S et 68° E.

## Géographie et géologie
Cette formation est localisée à l'est d'Abatos Planum aux confins de la calotte polaire australe, dont on pense qu'elle constitue en fait un reliquat à la fin du printemps alors que Triton connaissait, lors du passage de Voyager 2, un printemps finissant particulièrement chaud depuis cinq siècles en raison de l'inclinaison par rapport au soleil qui atteignait quasiment sa valeur maximum permise par les paramètres orbitaux du satellite, soit 50,4°.